# Herpyllus
Herpyllus Hentz, 1832 è un genere di ragni appartenente alla famiglia Gnaphosidae.

## Distribuzione
Le 33 specie note di questo genere sono diffuse in America settentrionale, centrale e in Asia: ben 12 di esse sono state reperite in territorio messicano; le specie dall'areale più vasto sono la H. ecclesiasticus, la H. hesperolus e la H. propinquus, rinvenute in diverse località del Nordamerica.
Le specie rinvenute in territorio asiatico vanno riesaminate, probabilmente possono costituire un genere a sé.

## Tassonomia
Questo genere è ritenuto sinonimo anteriore di Bonna O. P.-Cambridge, 1898 a seguito di un lavoro degli aracnologi Platnick e Shadab (1977b).
Non sono stati esaminati esemplari di questo genere dal 2013.
Attualmente, a ottobre 2015, si compone di 33 specie:
1. Herpyllus australis (Holmberg, 1881) — Argentina
2. Herpyllus bensonae Fox, 1938 — Messico
3. Herpyllus brachet Platnick e Shadab, 1977 — Messico
4. Herpyllus bubulcus Chamberlin, 1922 — USA, Messico
5. Herpyllus calcuttaensis Biswas, 1984 — India
6. Herpyllus coahuilanus Gertsch & Davis, 1940 — Messico
7. Herpyllus cockerelli (Banks, 1901) — USA, Messico
8. Herpyllus convallis Chamberlin, 1936 — USA, Messico
9. Herpyllus coreanus Paik, 1992 — Corea
10. Herpyllus ecclesiasticus Hentz, 1832[2] — Nordamerica
11. Herpyllus emertoni Bryant, 1935 — USA
12. Herpyllus excelsus Fox, 1938 — USA, Messico
13. Herpyllus fidelis (O. P.-Cambridge, 1898) — Messico
14. Herpyllus frio Platnick & Shadab, 1977 — Messico
15. Herpyllus gertschi Platnick & Shadab, 1977 — USA, Messico
16. Herpyllus giganteus Platnick & Shadab, 1977 — Messico
17. Herpyllus goaensis Tikader, 1982 — India
18. Herpyllus hesperolus Chamberlin, 1928 — Nordamerica
19. Herpyllus iguala Platnick & Shadab, 1977 — Messico
20. Herpyllus lativulvus Denis, 1958 — Afghanistan
21. Herpyllus malkini Platnick & Shadab, 1977 — Messico
22. Herpyllus paropanisadensis Denis, 1958 — Afghanistan
23. Herpyllus perditus (Banks, 1898) — Messico
24. Herpyllus perote Platnick & Shadab, 1977 — Messico
25. Herpyllus pictus (F. O. P.-Cambridge, 1899) — Messico
26. Herpyllus propinquus (Keyserling, 1887) — Nordamerica
27. Herpyllus proximus Denis, 1958 — Turkmenistan, Afghanistan
28. Herpyllus regnans Chamberlin, 1936 — USA
29. Herpyllus reservatus Chamberlin, 1936 — USA, Messico
30. Herpyllus scholasticus Chamberlin, 1922 — USA
31. Herpyllus schwarzi (Banks, 1901) — USA
32. Herpyllus sherus Platnick & Shadab, 1977 — Messico
33. Herpyllus vicinus Denis, 1958 — Afghanistan

### Specie trasferite
- Herpyllus anatolicus Kamura, 1989; trasferita al genere Sanitubius Kamura, 2001[1].
- Herpyllus angustus Banks, 1904; trasferita al genere Sergiolus Simon, 1891.
- Herpyllus atopophysis Chamberlin, 1928; trasferita al genere Nodocion Chamberlin, 1922
- Herpyllus cultior (Kulczynski, 1899); trasferita al genere Scotophaeus Simon, 1893
- Herpyllus floridanus (Banks, 1896); trasferita al genere Nodocion Chamberlin, 1922
- Herpyllus haplodrassoides Denis, 1955; trasferita al genere Zelotes Gistel, 1848
- Herpyllus irvingi Mello-Leitão, 1944; trasferita al genere Cesonia Simon, 1893
- Herpyllus josephus (Chamberlin & Gertsch, 1940); trasferita al genere Cesonia Simon, 1893
- Herpyllus longipes (Nicolet, 1849); trasferita al genere Camillina Berland, 1919
- Herpyllus pius Chamberlin, 1920; trasferita al genere Scotophaeus Simon, 1893
- Herpyllus striatus (Kishida, 1932); trasferita al genere Drassodes Westring, 1851
- Herpyllus suavis Simon, 1893; trasferita al genere Apopyllus Platnick & Shadab, 1984

### Sinonimi
- Herpyllus bryantae (Roewer, 1951); trasferita dal genere Zelotes e posta in sinonimia con H. ecclesiasticus Hentz, 1832 a seguito di un lavoro degli aracnologi Ubick & Roth (1973a)[1].
- Herpyllus bryophilus Chamberlin, 1936; posta in sinonimia con H. emertoni Bryant, 1935 a seguito di un lavoro di Platnick & Shadab (1977b).
- Herpyllus cepeus Chamberlin, 1936; posta in sinonimia con H. cockerelli (Banks, 1901) a seguito di un lavoro di Platnick & Shadab (1977b).
- Herpyllus cratus Chamberlin, 1922; posta in sinonimia con H. ecclesiasticus Hentz, 1832 a seguito di un lavoro di Platnick & Shadab (1977b).
- Herpyllus faxoni Bryant, 1936; posta in sinonimia con H. emertoni Bryant, 1935 a seguito di un lavoro di Platnick & Shadab (1977b).
- Herpyllus itamus Chamberlin, 1936; posta in sinonimia con H. emertoni Bryant, 1935 a seguito di un lavoro di Platnick & Shadab (1977b).
- Herpyllus lesserti (Schenkel, 1950); trasferita dal genere Poecilochroa e posta in sinonimia con H. hesperolus Chamberlin, 1928 a seguito di un lavoro degli aracnologi Platnick & Shadab (1981e).
- Herpyllus piedicus Chamberlin & Woodbury, 1929; posta in sinonimia con H. propinquus (Keyserling, 1887) a seguito di un lavoro di Platnick & Shadab (1977b).

### Nomina dubia
- Herpyllus pygmaeus Hentz, 1847; esemplari rinvenuti negli USA, a seguito di un lavoro di Ubick & Roth, 1973b, sono da ritenersi nomina dubia[1].
- Herpyllus ramulosus Hentz, 1847; esemplari rinvenuti negli USA, a seguito di un lavoro di Ubick & Roth (1973b) sono da ritenersi nomina dubia.
- Herpyllus vespa Hentz, 1847; esemplare femminile reperito negli USA, a seguito di un lavoro degli aracnologi Platnick & Shadab (1977b) è da ritenersi nomen dubium.

### Omonimia
- Herpyllus validus (Banks, 1896); gli esemplari descritti con questa denominazione sono considerati omonimi di H. hesperolus[1].

### Nomen nudum
- Herpyllus vasifer (Walckenaer, 1805); esemplare descritto non più rinvenuto per successivi studi; secondo gli aracnologi Platnick & Shadab (1977b) è da ritenersi un nomen nudum[1].